# 크리스 허드
크리스토퍼 허드(영어: Christopher Herd, 1989년 4월 4일 ~ )는 크리스 허드(Chris Herd)라는 이름으로 알려져 있는 오스트레일리아의 축구 선수로 포지션은 미드필더이다. 현재는 방글라데시 프리미어리그의 셰이크 러셀 KC 소속으로 뛰고 있다.